# Jagad Guru Siddhaswarupananda Paramahamsa
Jagad Guru Siddhaswarupananda Paramahamsa (sanskryt जगद्गुरु सिद्धस्वरूपआनन्द पारमहंस, trl. Siddhaswarupa dasa, później Jagadguru Siddhasvarūpānanda Pāramahaṃsa ang. Chris Butler) (ur. 6 czerwca 1948 w Nowym Orleanie, stan Luizjana, USA) – założyciel i aćarja Instytutu Wiedzy o Tożsamości Misja Czaitanii, który w Polsce prowadzi działalność pod nazwą: Szkoła Medytacji i Samorealizacji, drugiej (obok ISCKON/MTŚK) pod względem historycznym, grupy wisznuickiej, której udało się działać (zdobywać wyznawców, zakładać ośrodki itp.) na szeroką skalę na Zachodzie i w Polsce.

## Życiorys
Urodzony jako Chris Butler, w Nowym Orleanie (Luizjana, USA). Jednak wkrótce jego rodzice przenieśli się na Hawaje gdzie młody Chris Butler pobierał nauki w szkole podstawowej i dorastał. W ostatnich latach szkoły średniej zaczął interesować się religiami wschodu, jogą i medytacją. Założył Haiku Nirvana School of Yoga, w której był nauczycielem, jego uczniowie honorowali go tytułem „Sai” (mistrz). Około 1970 spotkał swojego guru Śrila Prabhupadę A.C. Bhaktiwedantę Swamiego Maharadża, od którego przyjął obie inicjacje harinama i diksza oraz duchowe imię Siddhaswarup das. W 1972 przyjął trzecią inicjację od swojego guru, wprowadzającą go na ścieżkę wyrzeczonego porządku życia. Złożył wtedy przed swoim guru i bóstwami w świątyni śluby sanjasy, celibatu do końca życia oraz przyjął imię Siddhaswarupananda. Po śmierci swojego gurudewy, A.C. Bhaktiwedanty Swamiego, porzucił śluby sanjasy.

## Dzieła
- Kim Jesteś
- Wyjaśnienie Reinkarnacji
- Rozwody i Samobójstwa
- Joga i Medytacja
- Medytacja z mantrą i samorealizacja
- Transcendentalna Miłość
- 18 Pereł Mądrości Wedyjskiej
- Homoseksualizm. Kryzys tożsamości
- Realia Reinkarnacji